# CD14

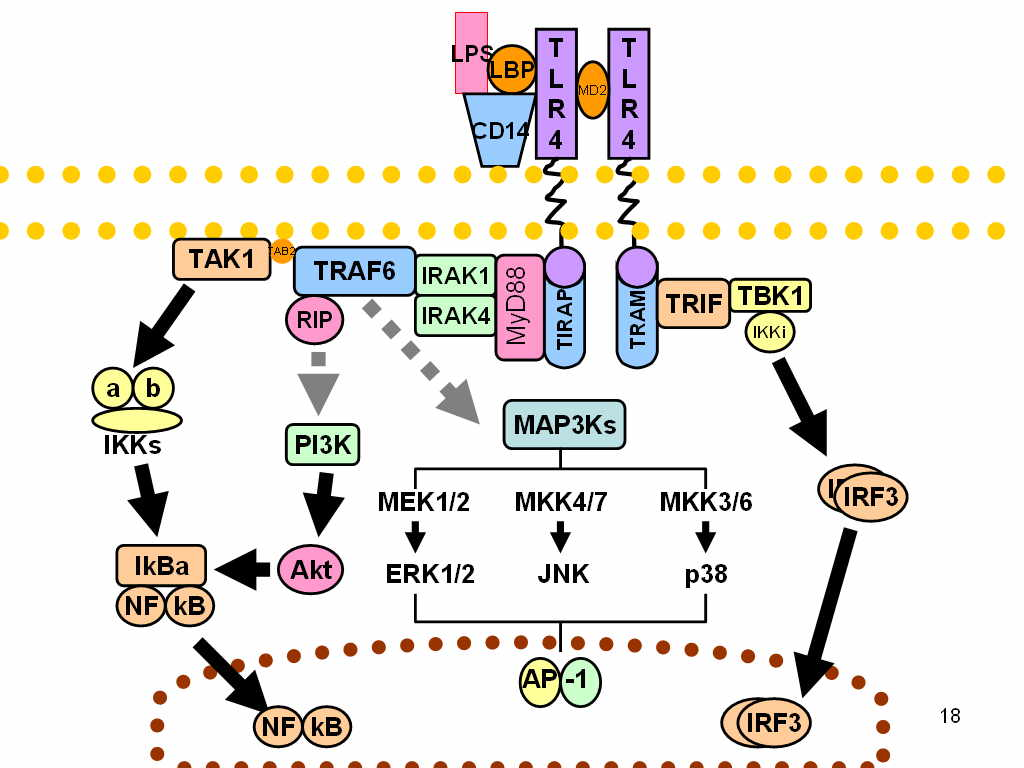
CD14与TLR4等形成识别LPS的复合物

CD14（cluster of differentiation 14，分化簇14）是一种细胞表面蛋白质，主要在先天免疫系統的巨噬细胞上表达，是最早发现的模式识别受体，能参与识别脂多糖（LPS，一种病原相关分子模式）。